# 上海轨道交通14号线
上海轨道交通14号线，是一条连接中国上海市嘉定区封浜站至浦东新区桂桥路站，是上海地铁运营的东西走向地铁线路，全长38.514公里，共设30座车站，于2021年12月30日通车运营。，投资估算达576.86亿元。其中，工程在浦东大道浦东南路站至龙居路站区段与延安路高架延伸工程东西通道工程上下重合。14号线也是目前上海地铁首条开通时即采用八节编组的轨交线路。

## 线路走向
在最初的选线规划中，14号线由嘉定江桥星华路站～浦东金桥申江路站，线路全长36.4km，全部为地下线。共设29座车站，平均站间距1270m。设星华路停车场和金桥停车场各1座。全线设主变电所2座，分别位于大渡河路和罗山路附近，分别与规划15号线、规划18号线共享。投资估算321亿元。本次可研报告中，14号线工程由嘉定江桥封浜站至浦东金桥桂桥路站，线路全长39.1km，全部为地下线。共设31座车站，平均站间距1.273km。全线设封浜车辆段和金桥停车场各1座。估算总投资约580.73亿元。 相比原规划，部分地段线路走向发生变化：原规划曹杨路走向调整为武宁路走向；原锦绣东路-川桥路走向调整为锦绣东路-金穗路走向；线路两端各延伸一站一区间长度增加2.7km；车站数量由建设规划中的29座增加至工可方案的31座，其中增设4座车站，取消2座车站；由于车辆基地功能定位调整，规划方案中的星华路停车场调整为工可方案中的封浜车辆段，其选址亦有所调整；根据研究，全线线路长度和车站数有所增加，同时结合城市现状，设置的主变电所由建设规划中的2座增加为4座，其位置已有所调整。 
全线设一段一场。封浜车辆段选址位于曹安公路以南、封浜河以西，接轨封浜站，占地约30.62ha，与原规划17号线共场址；金桥停车场选址位于金穗路以东、金海路以南，接轨桂桥路站，占地约21.68ha，与12号线定修段、9号线停车场共场址，综合开发。全线设主变电所4座，分别位于封浜车辆段（与原规划17号线资源共享）、中宁路站（与原规划15号线资源共享）、歇浦路站（与原规划18号线资源共享）、金桥停车场（与原规划19号线资源共享）附近。全线设控制中心一座，并入6号线民生路控制中心，实现本线与6、18号线三线共享。

### 东西通道重合段
上海轨道交通14号线初步规划途径浦东大道，其中有7.8公里与业已开工的东西通道工程重合，为了避免重复建设，保证实施可能性，浦东南路站、浦东大道站、源深路站、昌邑路站、歇浦路站和龍居路站6站6区间土建工程纳入东西通道项目，同步建设。
东西通道是延安路高架在浦东的延伸，是浦东的重要交通走廊。其功能为分离过境交通，服务长距离到发交通。其具体走向是：从延安东路越江隧道浦东出口（银城西路）接出，沿世纪大道、陆家嘴东路、浦东大道，至中环线（金桥路），工程范围全长7850m，地下道路长6079m，规模为双向四车道，为双向四车道地下一～二层明挖矩形结构，采用浅埋方式开挖施工。
14号线与东西通道均沿浦东大道走行，两工程共走廊。
14号线与东西通道相关联的线路为6站6区间（陆家嘴站～龍居路站），线路长约6.1km，均为地下线，共设6座地下车站（浦东南路站、浦东大道站、源深路站、昌邑路站、歇浦路站、龙居路站），其中浦东大道站与既有运营的4号线浦东大道站岛岛“十”字换乘，昌邑路站与规划的18号线为岛岛“十”字换乘。14号线区间隧道出陆家嘴站后，分别在世纪大道与陆家嘴东路（陆家嘴站～浦东南路站）两次斜向下穿东西通道，过银城东路后与东西通道交汇，沿浦东大道上下重叠并行，至龙居路，并行段长约5.3km。

## 车辆

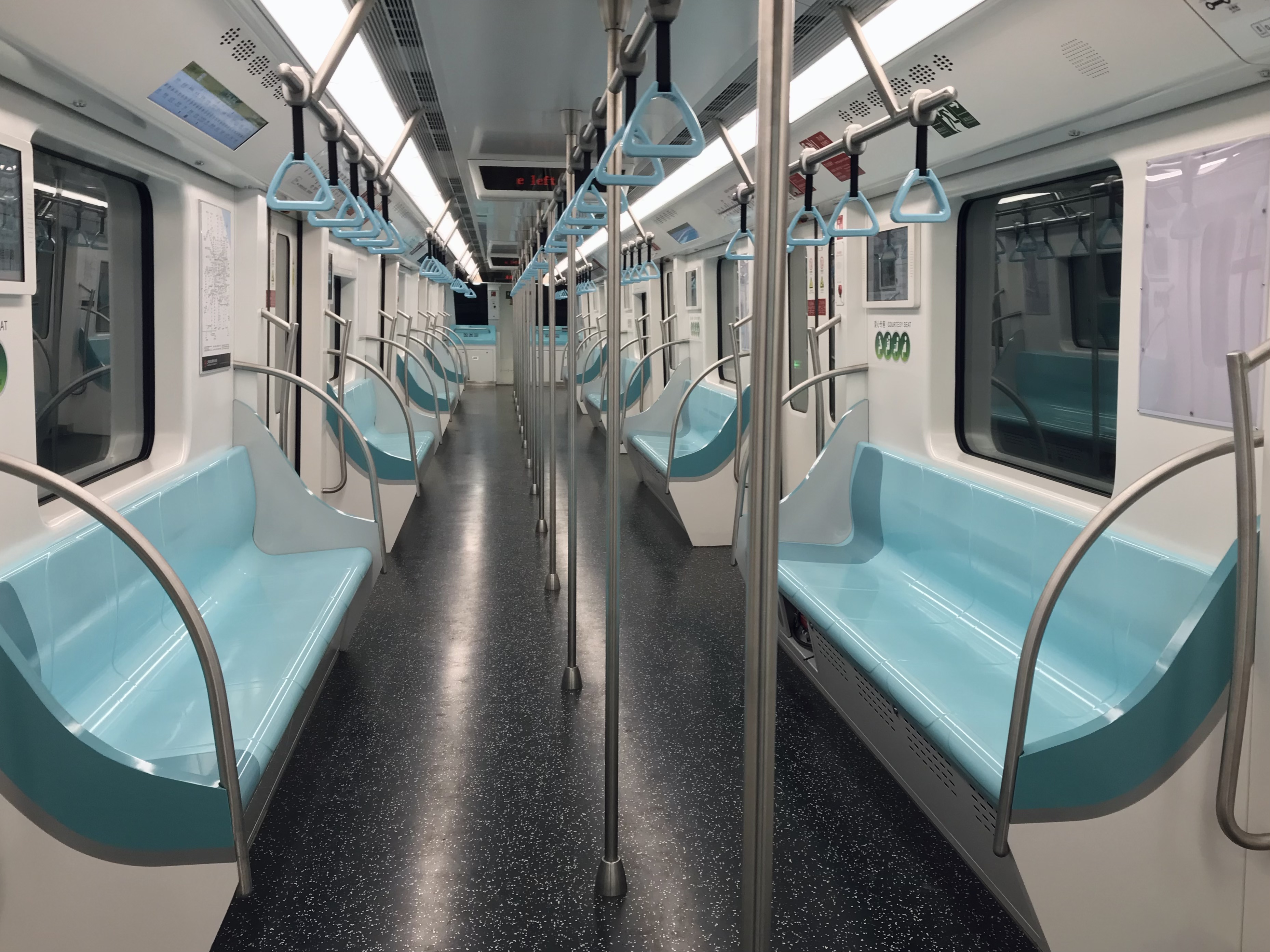
14A01型电动客车车厢内部

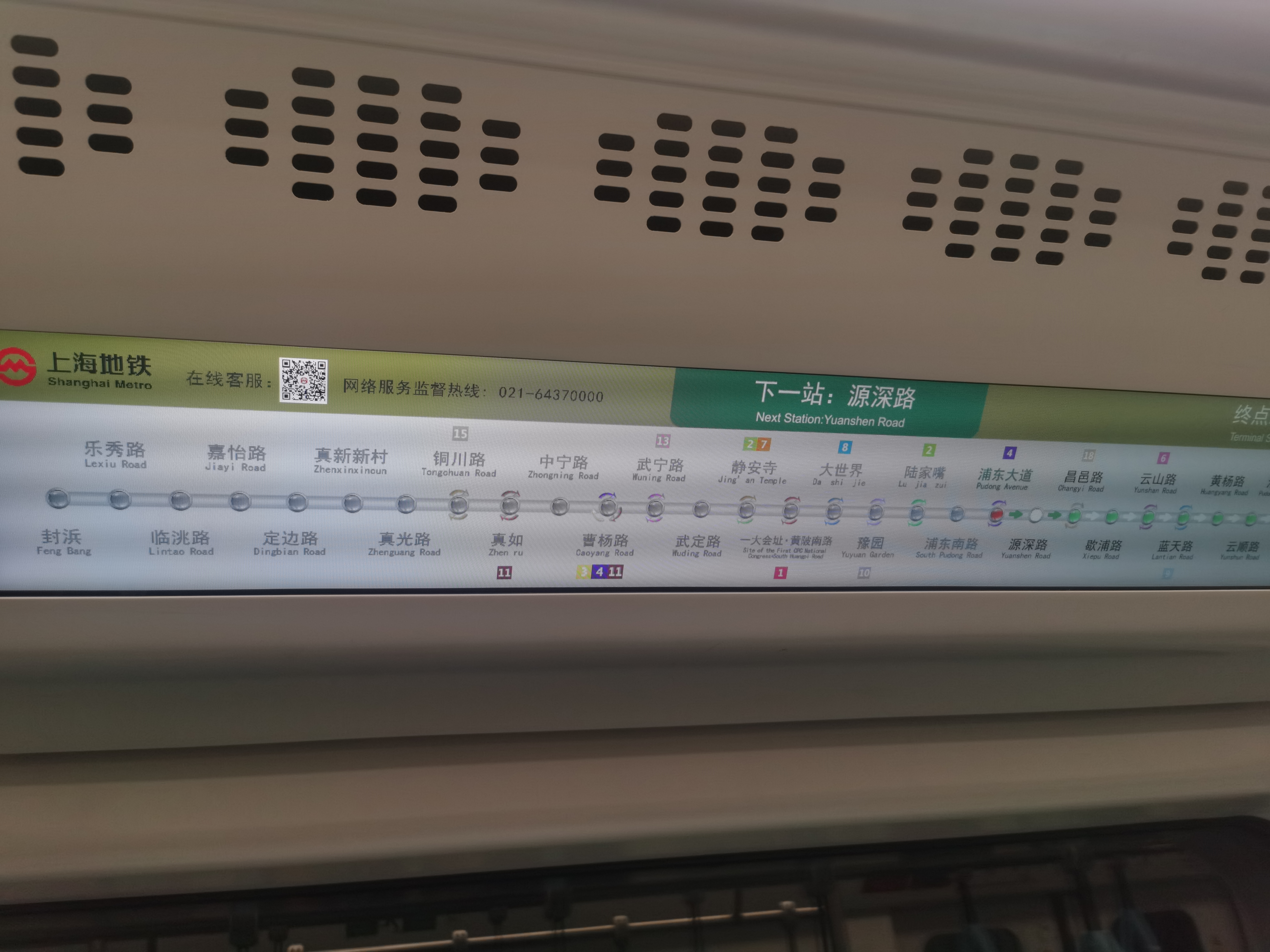
14A01型电动客车车厢内的显示屏

14号线列车采用A型车8节编组，设计时速80 km/h，为VVVF交流传动，设计寿命30年。
| 名称  | 制造商           | 车辆编成                 | 制造年代  | 车辆总数          | 上线时间    | 昵称 |
| ----- | ---------------- | ------------------------ | --------- | ----------------- | ----------- | ---- |
| 14A01 | 中车南京浦镇车辆 | 8A(Tc+Mp+M+Mp+M+M+Mp+Tc) | 2019-2020 | 49列(14001-14049) | 2021/12/30- | 高达 |

### 14A01型电动客车
- 列车车身以蓝灰、银、抹茶绿为主色调，侧边有一条抹茶绿色的色带，设有LED路线图。

## 車站一覽

### 换乘站
- 1415铜川路 — 换乘15号线 垂直换乘
- 1114真如 — 换乘11号线 垂直换乘
- 3411-14曹杨路 — 换乘3、4号线、11号线 出站换乘（不支持单程票），未来为通道换乘
- 1314武宁路 — 换乘13号线 通道换乘
- 2714静安寺 — 换乘2号线、7号线 通道换乘
- 114一大会址·黄陂南路 — 换乘1号线 通道换乘
- 814大世界 — 换乘8号线 垂直换乘
- 1014豫园 — 换乘10号线 通道换乘
- 214陆家嘴 — 换乘2号线 通道换乘
- 414浦东大道 — 换乘4号线 垂直换乘
- 1418昌邑路 — 换乘18号线 垂直换乘
- 614云山路 — 换乘6号线 通道换乘
- 914蓝天路 — 换乘9号线 垂直换乘

### 未來换乘站
- 14-嘉闵乐秀路 — 转乘嘉闵线乐秀路站
- 21419浦东南路 — 换乘2号线、19号线 通道换乘
- 1421浦東足球場 — 换乘21号线 通道换乘

### 车站列表
| 站名              | 里程 （米） | 站间距 （米） | 换乘路线                    | 所在地   | 车站形式           | 开门方向注1                     |
| ----------------- | ----------- | ------------- | --------------------------- | -------- | ------------------ | ------------------------------- |
| 封浜              | 0           | -             | —                           | 嘉定区   | 地下二层岛式       | 左侧                            |
| 乐秀路            | 1730        | 1730          | █ 市域嘉闵线（在建）        | 嘉定区   | 地下二层岛式       | 左侧                            |
| 临洮路            | 3350        | 1620          | —                           | 嘉定区   | 地下二层岛式       | 左侧                            |
| 嘉怡路            | 5095        | 1745          | —                           | 嘉定区   | 地下二层岛式       | 左侧                            |
| 定边路            | 6473        | 1378          | —                           | 嘉定区   | 地下二层岛式       | 左侧                            |
| 真新新村          | 7462        | 989           | —                           | 嘉定区   | 地下二层岛式       | 左侧                            |
| 真光路            | 8606        | 1144          | —                           | 普陀区   | 地下二层岛式       | 左侧                            |
| 铜川路            | 9865        | 1259          | █ 15号线                    | 普陀区   | 地下二层岛式       | 左侧                            |
| 真如              | 10749       | 884           | █ 11号线                    | 普陀区   | 地下三层岛式       | 左侧                            |
| 中宁路            | 11869       | 1120          | —                           | 普陀区   | 地下二层岛式       | 左侧                            |
| 曹杨路            | 12841       | 972           | █ 3号线 █ 4号线 █ 11号线注2 | 普陀区   | 地下二层一岛一侧式 | 左侧(桂桥路方向) 右侧(封浜方向) |
| 武宁路            | 13999       | 1158          | █ 13号线                    | 静安区   | 地下二层岛式       | 左侧                            |
| 武定路            | 14760       | 761           | —                           | 静安区   | 地下二层岛式       | 左侧                            |
| 静安寺            | 15939       | 1179          | █ 2号线 █ 7号线             | 静安区   | 地下三层分离岛式   | 左侧                            |
| 一大会址·黄陂南路 | 18844       | 2905          | █ 1号线                     | 黄浦区   | 地下二层侧式       | 右侧                            |
| 大世界            | 19687       | 843           | █ 8号线                     | 黄浦区   | 地下二层岛式       | 左侧                            |
| 豫园              | 20631       | 944           | █ 10号线                    | 黄浦区   | 地下四层岛式       | 左侧                            |
| 陆家嘴            | 22101       | 1470          | █ 2号线                     | 浦东新区 | 地下三层岛式       | 左侧                            |
| 浦东南路          | 23172       | 1071          | █ 2号线注3 █ 19号线（在建） | 浦东新区 | 地下三层岛式       | 左侧                            |
| 浦东大道          | 23828       | 652           | █ 4号线                     | 浦东新区 | 地下四层岛式       | 左侧                            |
| 源深路            |             |               | —                           | 浦东新区 | 地下三层侧式       | 右侧                            |
| 昌邑路            |             |               | █ 18号线                    | 浦东新区 | 地下四层岛式       | 左侧                            |
| 歇浦路            | 27232       |               | —                           | 浦东新区 | 地下三层岛式       | 左侧                            |
| 龙居路注4         |             |               | —                           | 浦东新区 | 地下三层岛式       | 左侧                            |
| 云山路            | 30053       |               | █ 6号线                     | 浦东新区 | 地下三层岛式       | 左侧                            |
| 蓝天路            | 31325       | 1272          | █ 9号线                     | 浦东新区 | 地下二层岛式       | 左侧                            |
| 黄杨路            | 33239       | 1914          | —                           | 浦东新区 | 地下二层岛式       | 左侧                            |
| 云顺路            | 34190       | 951           | —                           | 浦东新区 | 地下二层岛式       | 左侧                            |
| 浦东足球场        | 35717       | 1527          | █ 21号线（在建）            | 浦东新区 | 地下二层岛式       | 左侧                            |
| 金粤路            | 37028       | 1311          | —                           | 浦东新区 | 地下二层岛式       | 左侧                            |
| 桂桥路            | 38197       | 1169          | —                           | 浦东新区 | 地下二层岛式       | 左侧                            |

- 注1：相对列车运行方向而言。
- 注2：持上海公共交通卡或异地交通联合卡的乘客，可在出站后30分钟内换乘，并享受连续计费。持单程票的乘客，需在出站后另行购票，并且不能享受连续计费。
- 注3：本站目前虽被标注为出站换乘站，实际上并不能实现连续计费，无换乘功能。
- 注4：此站目前暂未启用。

## 历史
- 2012年9月27日 工程报建[6]
- 2013年2月7日 选线专项规划公示[7]
- 2013年12月31日 工程环境影响评价公示[8]
- 2014年2月18日 工程环境影响评价第二次公示[9]
- 2014年5月26日 工程环境影响评价报批前公示（链接已失效）[10]
- 2014年5月30日 工程环境影响评价报批前公示（修改版）[11]
- 2014年6月16日 上海市环境保护局受理环境影响报告书
- 2014年8月8日 上海市环境保护局批复环境影响报告书
- 2014年9月4日 上海市发展和改革委员会批复工程可行性研究报告[12]
- 2014年11月29日 与东西通道合建部分开工[13]
- 2015年10月7日 桂桥路站开工，标志着非东西通道重合段的全面开工
- 2020年12月30日 区间隧道全线贯通[14]
- 2021年1月28日 静安寺站站台层顶管顺利接收，主体工程全线贯通[15]
- 2021年6月25日 全段轨道贯通[16]
- 2021年12月30日 除龙居路站之外所有30座车站开通初期运营 [2]
- 2022年3月23日 为配合新型冠状病毒疫情防控，封浜站、乐秀路站、临洮路站、嘉怡路站暂停营运[17]
- 2022年6月1日 封浜站、乐秀路站、临洮路站、嘉怡路站恢复营运[18]

## 未來發展
未來14號線有規劃由封浜站向西延伸至安亭北站，規劃長18公里，設站6座。規劃中的安亭快線同样会使用本通道，预计最終將在二者之中取其一延伸至安亭北站。